# 安化王の乱
安化王の乱（あんかおうのらん）は、明代の正徳年間に起こった皇族安化王朱寘鐇の起こした反乱。
安化王朱寘鐇は、太祖朱元璋の第16子慶靖王の曽孫で、弘治5年（1492年）に安化王の位を継承した。
正徳帝が即位すると、政治を壟断した宦官劉瑾らの行った検地で過剰な負担を強いられ、かねてから交流していた寧夏衛の生員である孫景文らの煽動で、正徳5年（1510年）に、君側の奸を除くとして、劉瑾の誅殺を名目に挙兵した。
朝廷は前右都御史楊一清を起用として提督とし、神英を平胡将軍に任じて、京営の兵を与えて派遣したが、到着前に寧夏の参将仇鉞らの奇計が功を奏して、反乱はわずか18日で鎮圧された。朱寘鐇は北京に送られて処刑され、仇鉞は咸寧伯に封ぜられた。
この反乱は、正徳14年に起こった寧王の乱と共に皇族の起こした反乱で、正徳帝の遊興と劉瑾ら奸臣による政治の腐敗に根本的な原因がある。